# نويل سكوت
نويل سكوت (بالإنجليزية: Noel Scott)‏ هو سياسي نيوزلندي، ولد في 15 ديسمبر 1929، وتوفي في 25 فبراير 2018. حزبياً، نشط في حزب العمال النيوزيلندي. وقد انتخب عضو مجلس النواب النيوزيلندي.